# I corpi presentano tracce di violenza carnale
I corpi presentano tracce di violenza carnale è un film del 1973 diretto da Sergio Martino.
È stato, assieme al film Reazione a catena di Mario Bava, il precursore del filone degli slasher movie statunitensi (di cui fanno parte titoli come Halloween - La notte delle streghe e la saga di Venerdì 13).
È il thriller all'italiana più amato dal regista Quentin Tarantino.

## Trama
Un misterioso individuo mascherato uccide un giovane e la sua ragazza, Flo' Nicholson, studenti dell'Università per stranieri di Perugia, appartati una sera in macchina. Qualche tempo dopo, la stessa sorte tocca prima a Carol che viene privata degli occhi e poi a un venditore ambulante ricattatore che aveva capito l'identità dell'assassino. I sospetti sembrano ricadere su Stefano, spasimante non ricambiato di Daniela, un'amica delle ragazze assassinate. Il ragazzo però nel frattempo ha fatto perdere le sue tracce.

Roberto (Luc Merenda) in una scena del film

In cerca di tranquillità e seguendo il consiglio dello zio, Daniela si trasferisce per il weekend con due compagne, Katia e Ursula, in una villa in campagna edificata sull'alto di una rupe. Durante il viaggio in treno dividono lo scompartimento con Roberto, un giovane e affascinante medico anche lui diretto al piccolo paese di campagna. Anche Jane, un'altra amica, le raggiunge a sorpresa il giorno successivo.
Il misterioso omicida però segue le ragazze fino alla villa isolata e dopo essersi sbarazzato di un guardone appostato nei pressi della villa, penetra nella casa e uccide tre delle quattro ospiti. Jane, sopravvissuta per puro caso alla mattanza solo perché il maniaco non sapeva che anche lei fosse in casa, assiste nascosta e impotente in un crescendo di tensione e di orrore ai macabri armeggi dell'omicida, che inizia a fare a pezzi i cadaveri delle sue amiche.
Quando Jane crede ormai di essersi salvata, l'omicida scopre che le ragazze alla villa non erano tre bensì quattro, e ritorna per completare la sua opera. Si scopre che l'autore della sanguinosa carneficina altri non è che il professore universitario di arte delle ragazze, il quale intratteneva relazioni sessuali con le sue allieve, tra le quali Flo' e Carol.
Dani invece aveva visto un particolare rivelatore che poteva incolparlo (un foulard di proprietà del professore, con una fantasia particolare, con il quale erano state strangolate le prime due vittime). Quando l'assassino sta per finire anche Jane, interviene provvidenzialmente Roberto che salva la ragazza, mentre il folle assassino, nella lotta che scaturisce, precipita dalla rupe.

## Produzione
Gli interni del film furono realizzati presso gli studi della DEAR nel quartiere Nomentano a Roma, all'epoca stabilimento cinematografico prima della successiva conversione, ad opera della Rai, in centro di produzione televisiva; le scene esterne invece sono state girate a Perugia, in particolare nel suo centro storico dov'è ambientata la prima parte del film, e nel borgo abruzzese di Tagliacozzo, in provincia dell'Aquila, dov'è ambientata la seconda.
Altre scene esterne sono state girate nel Lazio, alla cascata del monte Gelato e nella frazione romana di Corcolle.

## Distribuzione
Il film venne distribuito nel circuito cinematografico italiano il 4 gennaio del 1973, con la censura che impose il divieto alla visione ai minori di 18 anni.
È noto nei mercati anglofoni coi titoli Torso o The bodies bear traces of carnal violence.
Negli Stati Uniti il film venne distribuito nell'estate del 1974 nel circuito dei drive-in, in abbinamento al celebre analogo statunitense Non aprite quella porta di Tobe Hooper, primo episodio dell'omonima saga horror, campione d'incasso negli Stati Uniti in quell'annata.